# Францішек Богомолець
Францішек Богомолець (пол. Franciszek Bohomolec; 1720–1784) — видатний діяч польського і білоруського Просвітництва «передрозборової» Речі Посполитої, єзуїтський богослов. Основоположник польського театру, поет, лінгвіст, історик, видавець.
Представник «вітебської» гілки відомого литовсько-руського роду Богомольців гербу «Богорія».

## Ранні роки
Францішек Богомолець народився 29 січня 1720 року — імовірно в батьківському маєтку Глибокому Вітебського повіту Полоцького воєводства Великого князівства Литовського. Був старшим сином у багатодітній родині вітебського стольника Павла-Юзефа Богомольця (1690–1759) та Францішки Цедровської (1695 — до 1755) гербу «Одровонж».
Батько Францішека був глибоко набожною людиною. Після смерті дружини вступив у 1755 році за прикладом своїх дітей — Францішка, Яна-Хризостома-Антонія і Ігнація — до ордену єзуїтів, а в 1758 році був рукоположений у ксьондза.
Сам Францішек вступив до ордену у 17 років — 24 червня 1737 року у Вільні після кількох років навчання в віленському конвікті (релігійному навчальному закладі).
Кілька років Францішек Богомолець викладав у Віленській колегії. Там він написав свої перші п'єси — «Цезар в Єгипті» (вважається оригінальною) і «Лізімах» (переробка оригінального сюжету французької трагедії). Потім переїхав до Варшави, але не затримався там довго — в 1747 році його направляють до Риму на дворічні курси риторики і теології.
У Римі Францішек Богомолець був висвячений у ксьондза. Після повернення був призначений викладачем риторики у Віленській академії, де пропрацював до 1751 року.

## Драматург, філолог
У Вільні Францішек Богомолець робить свої перші поетичні спроби. В 1750 році 30-річний ксьондз був призначений професором до Варшавської шляхетської колегії Залуських. З того часу він майже не виїздив з Варшави.
У колегії Залуських Францішек Богомолець продовжив займатися театром. Спочатку переробляв для гімназійних вистав п'єси французьких авторів — Мольєра й інших. Потім на «французьку схему» він почав покладати власні оригінальні сюжети. У своїх п'єсах Францішек Богомолець висміював консерватизм, обмеженість і невігластво тодішньої шляхти. У 1753 році Францішек Богомолець був офіційно затверджений керівником театру в колегії.
Досягнення Францішека Богомольця в області філології не менш значні, ніж на театральному терені. Він склав фразеологічний латинсько-польський словник. Філологи оцінюють його як значний крок у формуванні нової мовної культури в епоху польського Просвітництва. У той час мова шляхтичів являла собою так званий макаронізм — суміш польських і латинських слів, не завжди зрозуміла навіть самим співрозмовникам.
Під час однієї з церемоній відкриття навчального року в шляхетській колегії він виступив на захист польської культури і мови. Цей його виступ, відомий під назвою «Pro ingeniis Polonorum» («Про розум поляків»), являв собою полемічний текст у відповідь на критичні випади одного італійського ченця ордена піярів у його роботі «Ночі сарматські».

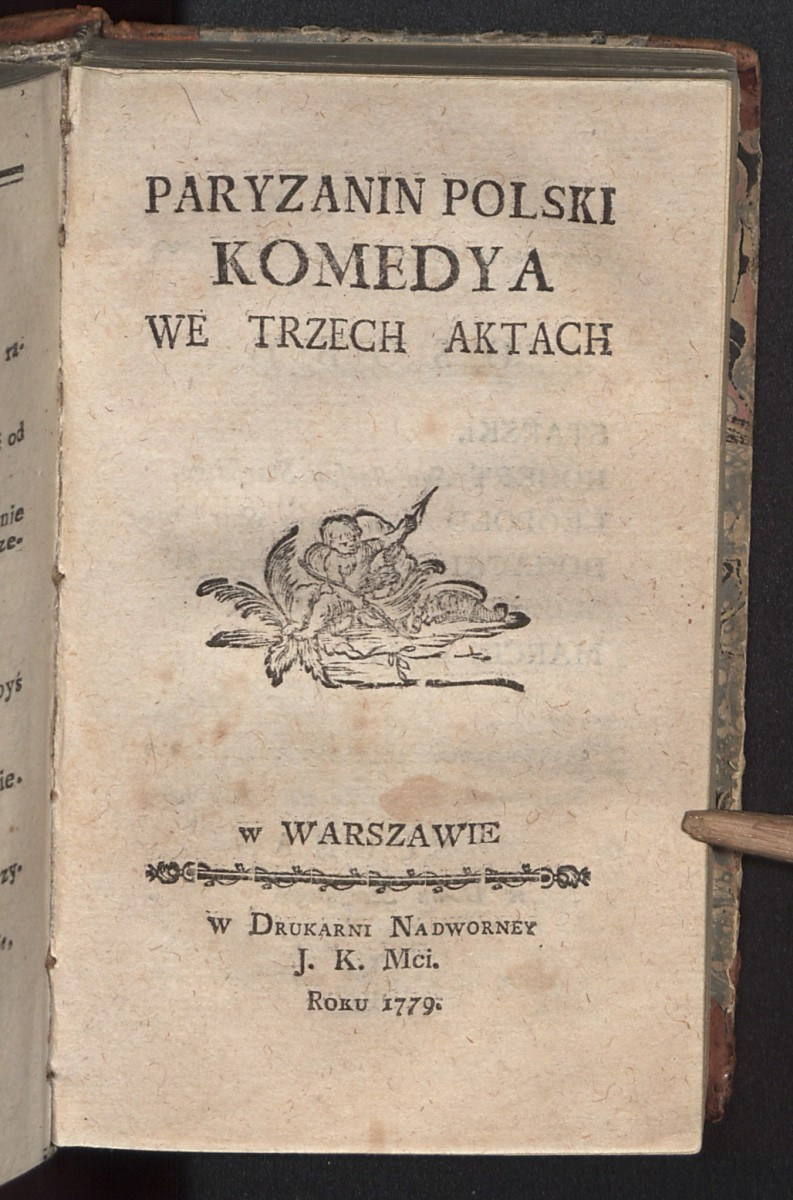
Комедія Францішка Богомольця «Польський парижанин». Титульна сторінка. Національна бібліотека, Варшава

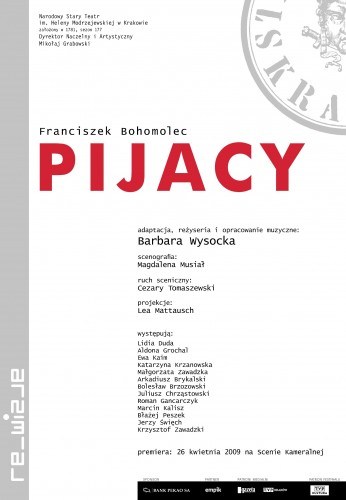
Афіша п'єси «Пияки» Францішка Богомольця в постановці польського режисера Барбари Висоцької. Старий Національний театр, Краків

Через деякий час, в 1752 році, Францішек Богомолець опублікував «у продовження теми» першу редакцію «Розмов про польську мову» (De lingua Polonica colloquium). Праця була написана латиною, однак через 6 років у збірнику шкільних вправ «Поетичні забави» вона вийшла польською мовою. Підписана вона була псевдонімом «Ксаверій Леський».
У статті, крім захисту рідної мови, йшлося про основи перекладу, про необхідність знання іноземних мов. Висувалася навіть ідея про створення мовної академії.
Проблеми нової стилістики польської мови розвивалися далі в іншому збірнику шкільних вправ — «Ораторські забави». Збірник це виявився настільки актуальним і популярним, що з 1755 року протягом 40 років перевидавався сім разів.
Захоплення театром, втім, нікуди не зникало. При цьому воно набувало різних форм і жанрів. Францішек Богомолець починав писати трагедії для постановки в студентських театрах, але в історії драматургії більш відомий як комедіограф. Особливо популярні комедії «Пияки», «Шлюб за календарем», написані простою розмовною мовою того часу. У них відчувається вплив Мольєра і Карло Гольдоні (до речі, Францішек Богомолець був першим перекладачем Мольєра на польську мову), але, по суті, це оригінальний матеріал. Навіть через більш ніж двісті років п'єси Францішка Богомольця викликають цікавість у сучасної польської публіки і з успіхом ідуть на сценах польських театрів.
Загалом драматургічна спадщина Францішека Богомольця налічує п'ять томів, а всього на сцені Шляхетської колегії він поставив 25 п'єс.
Серед них — дві «співоігри» (śpiewogry), себто опери. Францішек Богомолець написав лібретто до постановок «Ощасливлена нужда» (Nędza uszczęśliwiona, 1770) і «Цнотлива простота» (Prostota cnotliwa, 1779). Це були перші опери польською мовою.
Заприязненість Францішка Богомольця з гумором вилилася також у виданий ним збірник віршів, анекдотів і кумедних випадків «Розваги втішні й дотепні» («Rozrywki ucieszne i dowcipne»), який пережив лише за життя укладача шість видань — і це не беручи до уваги численних тогочасних «піратських» копій. Україна зобов'язана цій збірці тим, що в ній були надруковані твори Данила Братковського.
Францішек Богомолець також був автором багатьох жартівливих пісень, які з часом набули статусу народних. Мабуть, найвідоміша з них — Kurdesz nad Kurdeszami («Приятель приятелів»), присвячена другові Францішка Богомольця, купцю і лихвареві, власнику пивної, де автор любив проводити час за розмовами.

## Медійна і видавнича діяльність
1761—1765 — головний редактор перших в Польщі газет Wiadomości Uprzywilejowanych Warszawskich («Новини для привілейованих варшав'ян») і Kurier Polski. У газетах друкувалася інформація як про події в Речі Посполитій, так і за її межами.
1765—1768 — редагував часопис Monitor («Наставник») — перше спеціалізоване педагогічне періодичне видання на території Речі Посполитої. Його змінив на посаді Юзеф Епіфані Мінасович.
Одночасно на редакторові лежали обов'язки префекта бібліотеки та друкарні колегіуму. Друкарня власне стала довічним місцем роботи Францішка Богомольця, коли після заборони єзуїтського ордену вона перейшла у власність королівського двору.
У цій друкарні Францішек Богомолець упорядкував і видав 4-томне «Зібрання польських хронік» (Zbiór dziejopisów polskich), що містить праці видних істориків Речі Посполитої — Мартіна Бєльського, Мацея Стрийковського, Мартіна Кромера і Олександра Гваньїні.
Крім того, він видавав роботи інших польських істориків та й сам займався історіописанням. Його перу належить написаний на замовлення короля «Короткий опис царства турецького» (1770), а також біографії великих коронних канцлерів Речі Посполитої — Яна Замойського і Юрія Оссолінського.
В «друкарні Богомольця» виходили також праці античних авторів — Демосфена, Тіта Лівія, Цицерона, Тацита, а також річпосполитських — Яна Кохановського, Станіслава Оріховського. Там же з'явився на світ перший на території Речі Посполитої заснований самим Францішком Богомольцем літературний журнал — Zabawy Przyjemne i Pożyteczne («Розваги приємні і корисні»), який виходив з 1770 по 1777 рік.
Видавалися також підручники для шкіл Комісії народної освіти — першого міністерства освіти в Речі Посполитій, створеній постановою сейму за ініціативою короля Станіслава-Августа Понятовського в жовтні 1773 року.
Більшість праць власного авторства Францішек Богомолець видав анонімно, а гонорари за них віддавав на утримання шляхетської колегії.

## По смерті
Помер 26 березня 1784 року. Похований на Повонзківському кладовищі у Варшаві без надгробка (можливо, на його бажання).
Після його смерті за ним залишилося 3 тисячі злотих. Згідно з заповітом, ці гроші передали міській владі Варшави «для допомоги нещасним людям», незалежно від їх походження. На основі цих коштів сформувався варшавський «фонд Богомольця», який існував до початку ХХ століття і припинив своє існування з початком Першої світової війни.

## Брати Францішка Богомольця
Молодші брати Францішка Богомольця — Ян-Хризостом-Антоній (1724–1795) і Ігнацій (*1724, за іншими даними — 1738 — † не раніше 1818) також обрали духовну кар'єру.
Ян-Хризостом-Антоній Богомолець — видатний польський богослов, математик, астроном, професор філософії. Вивчав фізику, математику і астрономію у Празі у видатного чеського фізика і математика Юзефа Степлінга (1716–1778), співучня Ісака Ньютона і Леонарда Ейлера. Автор праць з геометрії, тригонометрії та астрономії, викладач богослов'я та канонічного права.

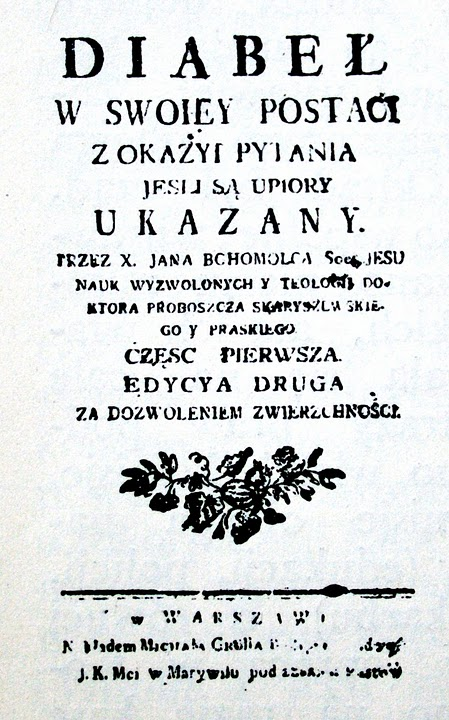
«Диявол як він є» — найуспішніша книга Яна-Хризостома-Антонія Богомольця. Національна бібліотека, Варшава

Найпопулярнішою книгою Яна-Хризостома-Антонія Богомольця став двотомник «Диявол як він є» («Diabeł w swojey postaci», 1777). У ньому автор розвінчував популярні в XVIII столітті забобони про нечисту силу. При написанні цієї книги були використані не тільки Біблія і праці Отців Церкви, а й твори Сенеки, Декарта, Спінози; наводилия випадки з античної та середньовічної, в тому числі польської національної історії. Перше видання книги було розкуплено так швидко, що друге видавець надрукував за власний рахунок, оскільки не сумнівався і її успіху (власне, так воно і вийшло). Вже в 50-х роках XIX ст. ця книга вважалася бібліографічною рідкістю.
Більшість робіт Яна Богомольця було видано в королівській друкарні, якою завідував його старший брат, Францішек Богомолець.
Очолював парафію Божого Тіла в Камьонку — районі у Празі (передмістя Варшави) в храмі Матері Божої Переможниці (Matki Bożej Zwycięskiej). Там він заснував парафіяльну школу. Багато жертвував на неї, а також на благодійність в цілому. Його проповіді стали популярними серед варшавських інтелектуалів і серед столичних низів.
Ян-Хризостом-Антоній Богомолець був категоричним противником насильства. Саме тому він не підтримав повстання Тадеуша Костюшка (12 березня 1794 року). В результаті від нього відвернулися багато прихожан. Район Камьонек, де була парафія Яна Богомольця, був майже повністю знищений під час захоплення Варшави російськими військами фельдмаршала Олександра Суворова, а його жителі вирізані. Переживши сильний психічний розлад, Ян-Хризостом-Антоній Богомолець помер 17 лютого 1795 року в Варшаві. Похований в Катакомбах Повонзковського кладовища в Варшаві.
Ігнацій Богомолець — настоятель римо-католицької церкви в Москві.
Пйотр-Тадеуш Богомолець (* між 1727 і 1729 — † після 1792) — стольник вітебський, депутат і підскарбій Головного Литовського Трибуналу і депутат сейму Речі Посполитої від Вітебського воєводства. Дійсний статський радник, кавалер орденів св. Володимира і св. Станіслава.